# Château de Canabazès
Le château de Canabazès est une construction du XVIe siècle situé dans la commune de Lacaussade, en Lot-et-Garonne.

## Historique
Le château construit pour la plus grande partie entre le XIVe et le XVe siècle est passé par héritage à la famille de Lustrac au XVIe siècle. La famille de Lustrac a donné son nom au château de Lustrac sur le Lot. La branche de Lustrac de Canabazès est issue d'Antoine Ier de Lustrac. La famille de Lustrac, dite « de Canabazès », y a habité pendant quatre siècles. 
En 1791, Henri Ignace de Lustrac de Canabazès (1773-1859) émigre et combat comme noble à cheval dans l'armée des princes. Ses biens sont saisis comme biens d'émigré en 1795. Le château est entré au domaine foncier de l'ordre de la Légion d'honneur en 1804. Il est revenu dans le patrimoine de la famille de Lustrac en 1811. Henri Ignace de Lustrac de Canabazès vend le château à la famille de Bertrand de Crozefon alors émigrée en Allemagne, à laquelle il était apparenté, par l'intermédiaire de la famille de Toucheboeuf de Beaumont. 
À son retour, François-Joseph de Bertrand de Crozefon (1770-1858) fait réparer le château en mauvais état et opère à quelques remaniements encore visibles de nos jours. En 1813, le château a été modifié, par l'ajout d'une nouvelle façade côté sud devant l'ancienne façade pour y loger un vestibule. La partie Sud Est qui constituait environ un tiers de la totalité du bâtiment et qui fermait la cour a été détruite et la terrasse Sud agrandie (CF plan cadastral Napoléonien).
Quelques ajouts ont été faits au cours des siècles, notamment au XVIe siècle, des bouches à feu et des ouvertures.
La majeure partie, corps de bâtiment principal, charpente et tours, ainsi que l'enceinte fortifiée, a cependant été conservée.
Les seigneurs de Canabazès (famille de Lustrac) étaient enterrés dans la chapelle de Saint-Pardoux. 
Cette chapelle dépendait de Lacaussade, anciennement Saint Pierre de Galsiade, mais il ne reste que quelques murs de nos jours (ruine), les bases des murs et le chœur, sont probablement carolingiens.
Les fonts baptismaux sont conservés à Canabazès.
Le château a été inscrit au titre des monuments historiques.

## Architecture
Le château de Canabazès apparait sur la carte de Cassini de 1750 avec l'orthographe Canabasès. Les deux orthographes sont possibles.